# Bulletin de la Société mycologique de France
Bulletin de la Société mycologique de France (w piśmiennictwie naukowym cytowane jako Bull. Soc. mycol. Fr. lub Bull. de la SMF) – czasopismo naukowe wydawane przez Francuskie Towarzystwo Mykologiczne (Société mycologique de France) od 1999 roku. Jest następcą czasopisma Bulletin trimestriel de la Société mycologique de France wydawanego w latach 1924–1999. Publikowane w nim są artykuły z różnych dziedzin mykologii. Publikacje wydawane są w języku francuskim, ich streszczenia w języku angielskim i francuskim. Czasopismo jest kwartalnikiem, ale nie zawsze wychodzi regularnie. Na przykład w latach II wojny światowej wychodziło jako rocznik.
Wszystkie numery czasopisma do których wygasły Prawa autorskie zostały zdigitalizowane i są dostępne w internecie. Nowsze numery dostępne są w bibliotece towarzystwa SMF oraz w sprzedaży. Opracowano 5 istniejących w internecie skorowidzów umożliwiających odszukanie artykułu:
- Title – na podstawie tytułu
- Author – na podstawie nazwiska autora
- Date – według daty
- Collection – według grupy zagadnień
- Contributor – według instytucji współpracujących

Istnieje też skorowidz alfabetyczny obejmujący wszystkie te grupy zagadnień.